# Alcara li Fusi
Alcara li Fusi é uma comuna italiana da região da Sicília, província de Messina, com cerca de 2.474 habitantes. Estende-se por uma área de 62 km², tendo uma densidade populacional de 40 hab/km². Faz fronteira com Cesarò, Longi, Militello Rosmarino, San Fratello, San Marco d'Alunzio.

## Demografia
| Variação demográfica do município entre 1861 e 2011                               |
|                                                                                   |
| Fonte: Istituto Nazionale di Statistica (ISTAT) - Elaboração gráfica da Wikipedia |